# 공주 갑사 대적전 목조아미타삼존불좌상
공주 갑사 대적전 목조아미타삼존불좌상은 충청남도 공주시 계룡면, 갑사 대적전에 있는 조선시대의 불상이다. 2013년 12월 20일 충청남도의 유형문화재 제228호로 지정되었다.

## 개요
공주 갑사 대적전의 목조아미타삼존불좌상은 본존불과 양 옆에 서로 다른 착의법을 한 두 구의 협시보살좌상으로 구성되었으며 아미타불좌상은 오른쪽 팔에 편삼을 입고 오른쪽 어깨에 둥글게 걸친 대의를 입었고 두 손은 무릎 위에 올려 놓은 자세에서 엄지와 중지를 맞대고 있다. 편평한 가슴 밑에는 수평으로 가로 지른 승각기를 입었음. 결가부좌한 양 무릎에는 평행의 옷주름과 양 발 사이로 대의자락이 사선을 지으며 속도감있게 흘러 내리고 있다. 대의는 풍성하게 걸쳤으며 옷주름은 전체적으로 부드럽게 처리하였고 방형의 얼굴에 단정한 이목구비는 전체적으로 부드러우며 넓은 어깨와 무릎 폭은 균형이 잡혀 당당한 모습이다. 방형의 원만한 얼굴, 넓고 당당한 어깨와 무릎에서 균형잡힌 비례감이 돋보이는 작품이다.
석가불의 왼쪽 협시인 관음보살좌상은 천의식 착의법을, 오른쪽 협시인 대세지보살상은 오른쪽에 편삼을 입고 그 위에 대의를 걸친 형식으로 각기 구별하였지만 얼굴이나 비례 등은 거의 동일하여 같은 시기, 장인들에 의해 제작되었을 것으로 추정된다. 특히 동그랗게 솟은 보계와 양 어깨에 두 개의 원이 겹쳐진 보발과 두 가닥의 머리카락 그리고 방형의 얼굴에 원만한 얼굴 표정 등에서 동일한 모습이다. 보살상의 보계 앞에는 사선으로 휘어진 머리장식이 보이는데 이는 15-16세기 조선전기 보살상에 간혹 보이는 특징이다.
관음보살좌상은 어깨와 허리 그리고 양 어깨를 덮은 두 개의 천의를 걸쳤으며 배 부분에는 군의와 요포를 걸쳤음. 문수보살상은 배 아래 위에는 화문 장식을 양 무릎에도 장신구를 착용하였는데 이는 복갑과 갑대의 단순화된 형태로 추정되며 이러한 보살상의 장식들은 1655년에 혜희에 의해 제작된 《법주사 원통보전의 목조관음보살좌상》에서 보이는 독특한 시기적 표현이다.
이와 같은 협시보살상의 착의법과 장식이 서로 다르게 표현한 사례로는 1629년 전라북도 《군산 은적사 목조석가삼존불좌상》(전라북도 유형문화재 184호)과 충청남도 《금산 보석사 목조석가삼존불좌상》을 비롯하여 1645년 《상주 남장사 목조아미타삼존불좌상》, 1687년에 제작된 강원도 《영월 보덕사 목조아미타삼존불좌상》 등 17세기 보살상에 간혹 보이고 있다. 특히 같은 충청남도 지역에 있는 보석사 삼존불상과는 도상적 차이는 있지만 거의 유사한 특징을 보이고 있음. 이외에도 편삼을 입은 착의법이라든지 본존불의 변형통견식 착의법 그리고 항마촉지의 오른손과 검지를 결한 왼손의 수인형식 등도 조선후기 불상의 일반적인 특징이다.
갑사 목조아미타삼존불좌상은 아미타와 관음, 대세지보살로 구성된 삼존불좌상으로 복장물은 거의 없어졌지만 순치8(1651년)년 신묘명다라니가 몸 안에서 나와 상한연대를 짐작할 수 있다. 이 다라니는 이 불상의 제작연대를 판단할 수 있는 근거로서는 약하지만 사찰의 중창불사가 끝나고 세워진 1659년 사적비와도 시기가 거의 일치하는 점에서 사적기에 등장하는 중창불사 당시 불상도 제작되었을 가능성이 높다. 이는 불상의 양식적인 특징으로 판단되는 편년과도 일치함. 즉 충청도 지역에서 활동했던 혜희의 작품과 착의법이 다른 두 협시보살상, 복갑과 갑대를 찬 모습에 넓적하면서도 편평한 얼굴 표현, 당당한 자세 등에서 매우 비슷함. 또한 현재 갑사에는 혜희에 의해 제작된 갑사에서 200m 떨어진 內院庵 목조여래좌상도 남아있어 충청도를 중심으로 활동했던 장인이었음이 다시 한번 확인할 수 있다.
특히 혜희는 1655년 법주사 원통보전 목조여래좌상을 조성한 화원으로서 17세기 중엽경에 활동하였으며 그의 작품으로 추정되는 불상이 금산 보석사, 부여 대조사 등 충청도 지역에 많이 남아 있다.

## 지정 사유
갑사 대적전 목조아미타삼존불상은 형식이나 양식적인 특징 및 1651년 다라니 등에서 제작시기는 17세기로 편년되며 균형잡힌 자세와 조형성이 우수해 예술적 가치가 높다.

## 같이 보기
- 갑사
- 갑사 대적전 - 충청남도 유형문화재 제106호

## 참고 자료
- 공주 갑사 대적전 목조아미타삼존불좌상 - 국가유산청 국가유산포털